# Weiter als der Ozean
Weiter als der Ozean ist ein deutscher Fernsehfilm aus dem Jahr 2014. In der Hauptrolle ist Rosalie Thomass zu sehen.

## Handlung
Judith, Ende 20, Berufsanfängerin, Kindertherapeutin, ist vor drei Wochen frisch nach Berlin gezogen. Geplant war, dass ihr Freund Christian in die gemeinsame Wohnung nachkommt, aber er meldet sich nicht. Auf ihrer neuen Arbeitsstelle muss sich Judith besonders um Konrad, Linus und Nele kümmern. Konrad ist 6 Jahre alt, steht kurz vor seiner Einschulung und macht fast jeden Tag ins Bett. Linus, 9 Jahre alt, schlägt gerne um sich, um sich somit Respekt bei den anderen zu beschaffen. Nele, 13 Jahre alt, geht ihren eigenen Weg und lässt sich von den Erwachsenen nichts sagen, schwänzt die Schule, raucht, haut von zu Hause ab. Judith versucht auf ihre Art den Kindern zu helfen, erhält für ihr Vorgehen aber selten Verständnis von Seiten ihres Chefs und ihrer Kollegen. Dann hat sich noch ein Buckelwal in der Ostsee verirrt und schafft es nicht mehr zurück in den Atlantik. Alle sind auf der Suche nach Orientierung, nach den richtigen Wegen aus einer Krise, aus Phasen der Irritation.

## Kritik
„Weiter als der Ozean ist filmästhetisch ein Genuss.“

„Weiter als der Ozean ist ein sehenswertes, ruhiges und optimistisches Drama, das in warmen Bildern von einer schwierigen Passage im Leben einer Endzwanzigerin erzählt.“